# Fußräude

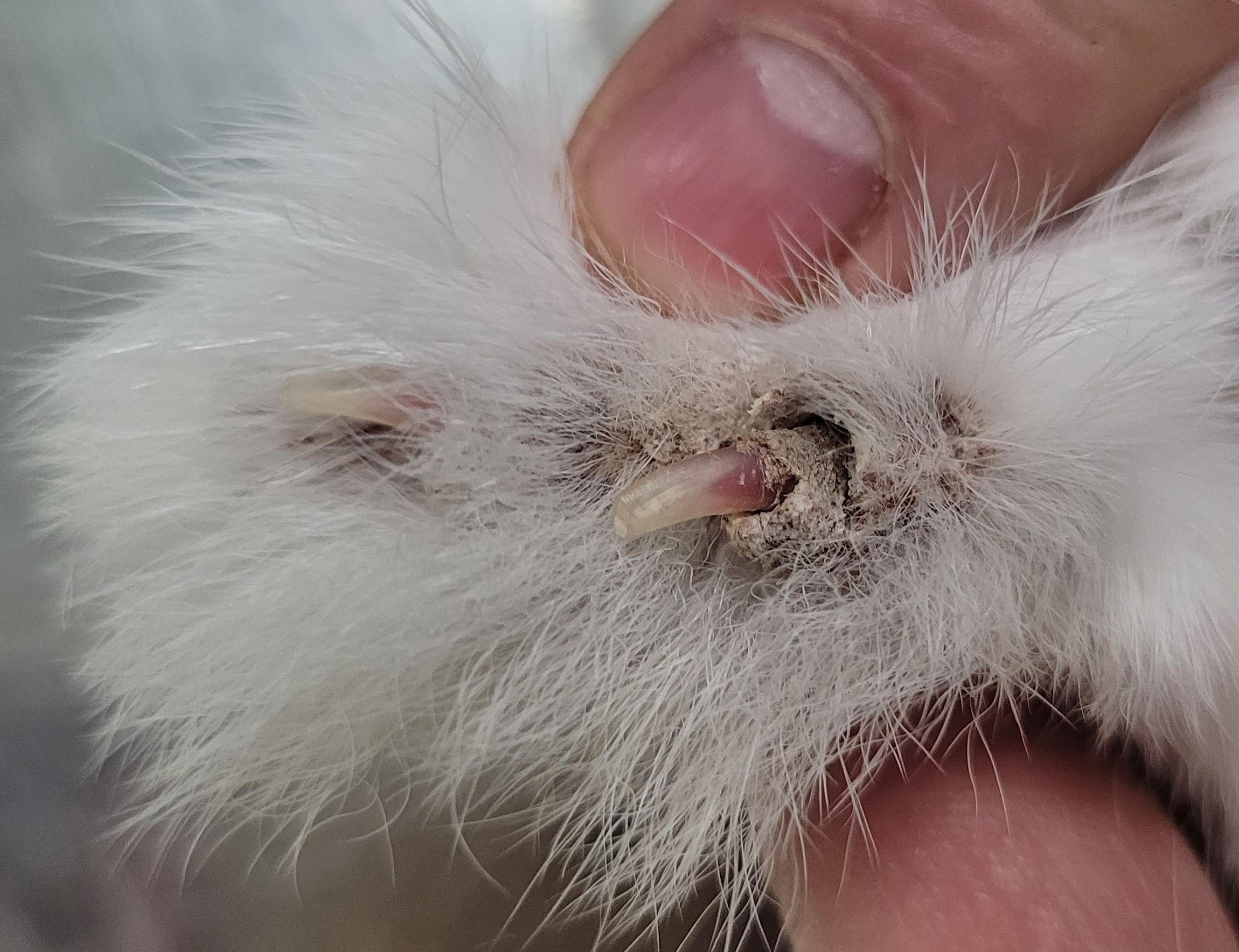
Fußräude bei einem Kaninchen

Die Fußräude ist eine durch Milben hervorgerufene parasitäre Erkrankung, die vor allem an den unteren Gliedmaßenabschnitten auftritt.

## Säugetiere
Bei Hauspferd, Hausrind und Hausschaf wird die Fußräude vor allem durch Milben der Gattung Chorioptes hervorgerufen. Die Hautveränderungen treten vor allem im Fesselbereich der Hintergliedmaße („Kötengrind“) auf, können sich aber auch bis auf die Oberschenkelinnenseite, in die Leistenregion und auf das Euter ausdehnen.
Die Fußräude tritt meist als Faktorenkrankheit auf. Schlechte Haltungsbedingungen und Ernährung begünstigen das Auftreten der Erkrankung. Bei konventioneller Haltung tritt sie vor allem im Winter auf, wo die Tiere im Stall gehalten werden, und verschwindet allmählich mit dem Weideauftrieb. Sie führt zu Hautläsionen und starker Krustenbildung. Beim Pferd kann sich eine Mauke entwickeln.

## Vögel
Bei Vögeln wird die Fußräude auch als Kalkbeinkrankheit (engl. Scaly leg) bezeichnet. Sie wird durch Milben der Gattung Knemidokoptes ausgelöst und tritt vor allem bei Hühnervögeln und Papageien auf. Neben der Lokalisation am Fuß kann sie auch die Kopfanhänge befallen. Die Übertragung erfolgt durch Kontakt mit befallenen Tieren.
Die Milben kriechen unter die Schuppen des Laufes und lösen eine reaktive Hypertrophie der Haut mit Bildung blättriger Borken aus. Die Milbe scheidet einen Kot aus, der ähnlich wie Kalk aussieht. Weiterhin treten ein starker Juckreiz, Bewegungsstörungen und Störungen des Allgemeinbefindens auf.

## Bekämpfung
Die Bekämpfung der Erkrankung erfolgt durch Optimierung der Haltungsbedingungen und Gabe von Akariziden als Bestandsbehandlung. Aufgrund der Lebensweise der Chorioptes-Milben sind lokale Behandlungen oder Waschungen mit Phoxim deutlich wirksamer als systemisch wirkende makrozyklische Laktone.
Die Bekämpfung beim Geflügel sollte eine gründliche Reinigung und Desinfektion der Umgebung beinhalten, besser noch ein Verbringen der Tiere an einen anderen Ort. Die Milben können in abgestoßenen Hautschuppen bis zu einem Monat überleben und somit für eine erneute Infektion sorgen.